# Purda Leśna

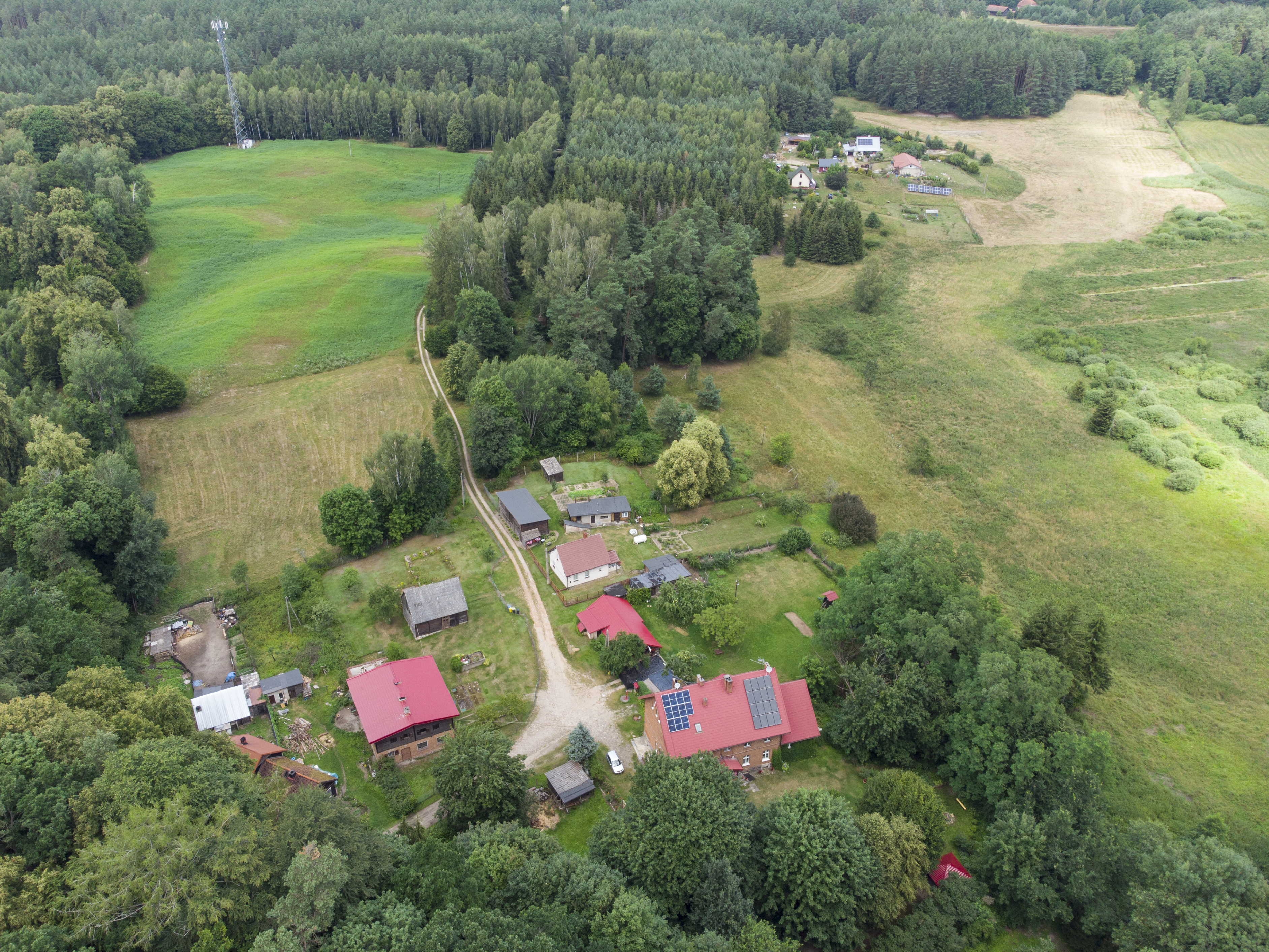
Purda Leśna

Purda Leśna (deutsch Purden, Forst) ist ein Ort in der polnischen Woiwodschaft Ermland-Masuren. Er gehört zur Gmina Purda (Landgemeinde Groß Purden) im Powiat Olsztyński (Kreis Allenstein).

## Geographische Lage
Purda Leśna am Staw Purda Leśna, einem gleichnamigen Teich, der als Rückhaltebecken (polnisch: Zbiornik retencyjny) genutzt wird, liegt im Westen der Woiwodschaft Ermland-Masuren, 18 Kilometer südöstlich der Kreis- und Woiwodschaftshauptstadt Olsztyn (deutsch Allenstein).

## Geschichte

### Ortsgeschichte
Zapurdzki – wie der Ort vor 1820 genannt wurde – war vor 1945 der Standort einer Försterei als auch einer Oberförsterei, beide dem Staatsforst Purden zugehörig. Im Jahr 1857 wurden für das „Königliche Forstetablissement“ zehn Einwohner genannt.
Der Gutsbezirk Oberförsterei Purden wurde am 7. Mai 1874 Amtsdorf und damit namensgebend für einen Amtsbezirk im Kreis Allenstein in der preußischen Provinz Ostpreußen. Im Jahre 1905 zählte der Gutsbezirk Oberförsterei Purden 99 Einwohner.
Zum Gutsbezirk Oberförsterei Purden gehörten bis 1929: die Kolonie Koschno sowie die sieben Forsthäuser Graskau (polnisch Groszkowo), Koschno (Kośsno), Leschno (Leszno Małe), Masuchen (Mazuchy), Mendrienen (Mędrzyny), Nerwigk (Nerwik) und Neu Bartelsdorf (Nowa Wieś).
Am 30. September 1929 wurde der Gutsbezirk Oberförsterei Purden in den neu gebildeten Forstgutsbezirk Ramucker Heide, Anteil Kreis Allenstein integriert. Der Amtsbezirk Oberförsterei Purden wurde am 5. März 1932 in „Amtsbezirk Forst Purden“ umbenannt.
Seit 1945 – nachdem das gesamte südliche Ostpreußen in Kriegsfolge an Polen abgetreten wurde – heißt der Forst Purden in seiner polnischen Namensform „Purda Leśna“. Als Osada (= „Siedlung“) ist der Ort ein Teil der Landgemeinde Purda (Groß Purden) im Powiat Olsztyński (Kreis Allenstein), bis 1998 der Woiwodschaft Olsztyn, seither der Woiwodschaft Ermland-Masuren zugehörig.

### Amtsbezirk Oberförsterei Purden (1874–1932)
Zum Amtsbezirk Oberförsterei Purden gehörten:
| Deutscher Name               | Polnischer Name | Anmerkungen                                                                         |
| ---------------------------- | --------------- | ----------------------------------------------------------------------------------- |
| Koschno                      | Kośno           | 1907/1929 nach Klein Purden eingemeindet                                            |
| Mendrienen                   | Mędrzyny        | 1929 nach Klein Purden eingemeindet                                                 |
| (Groß) Purden, Oberförsterei | Purda Leśna     | 1929 in den Gutsbezirk Ramucker Heide, Anteil Kreis Allenstein, Forst eingegliedert |

### Amtsbezirk Forst Purden (1932–1945)
Zum Amtsbezirk Forst Purden gehörte in der Zeit seines Bestehens lediglich der
- Gutsbezirk Ramucker Heide, Anteil Kreis Allenstein, Forst.[4]

## Kirche
Bis 1945 war der Gutsbezirk Oberförsterei Purden mit der Försterei Purden in die evangelische Kirche Neu Bartelsdorf (polnisch Nowa Wieś) in der Kirchenprovinz Ostpreußen der Kirche der Altpreußischen Union, außerdem in die römisch-katholische Kirche Groß Purden (polnisch Purda) im damaligen Bistum Ermland eingepfarrt.
Auch heute noch gehört Purda Leśna zum römisch-katholischen Kirchspiel Purda, das jetzt dem Erzbistum Ermland unterstellt ist. Evangelischerseits gehört der Ort zur Christus-Erlöser-Kirche in Olsztyn (Allenstein) in der Diözese Masuren der Evangelisch-Augsburgischen Kirche in Polen.

## Verkehr
Purda Leśna ist über eine Landwegverbindung von Purda (Groß Purden) aus zu erreichen. Eine Bahnanbindung besteht nicht.